# Pangwe

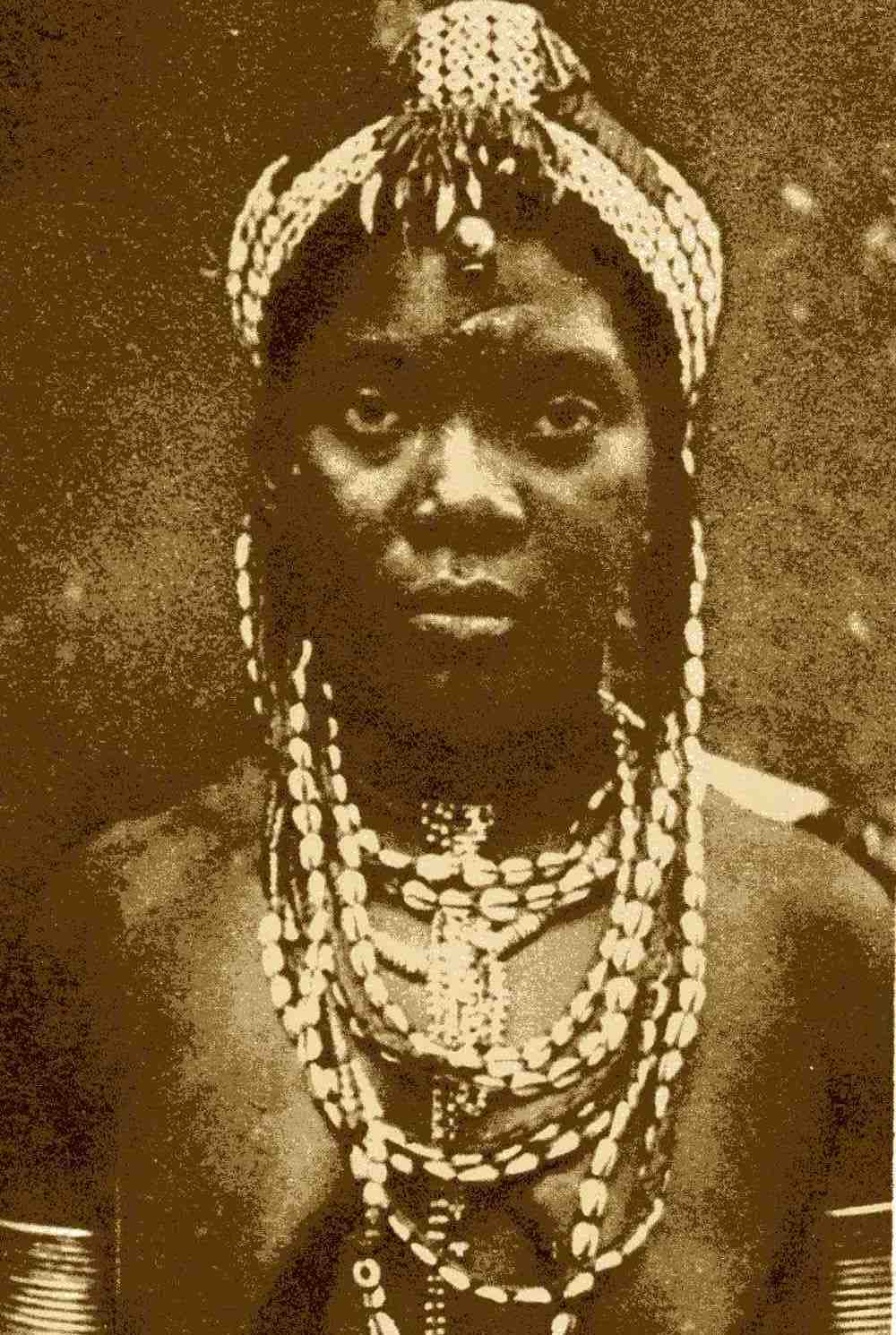

Pangwe eller pahouin är ett samlingsnamn för flera bantutalande folkgrupper i Kamerun, Gabon och Ekvatorialguinea. De uppgick vid 1990-talets slut sammanlagt till cirka 3,5 miljoner människor. Gruppen omfattar bland annat fang, bulu och beti.
Pangwefolken har aldrig varit organiserade som en politisk enhet, och vandrade in i sina nuvarande hemländer från mitten av 1700-talet till början av 1900-talet, troligen från det område som i dag utgör norra Kamerun, och fördrev eller upptog den lokala befolkningen. I modern tid spelar pangwefolken en betydande roll i de tre ländernas politiska liv.